# Jan III van Cuijk
Jan III van Cuijk (1295 - 's-Hertogenbosch, 8 september 1357) was heer van Cuijk, Mierlo, Asten en Hoogstraten.
Jan III was de zoon van Willem van Cuijk en Johanna Sofia van Gymnich. Hij was de neef van zijn voorganger Otto van Cuijk, na wiens dood in 1350 hij de heerlijke rechten kreeg. 

## Huwelijk en kinderen
Hij was gehuwd met Catharina van Berthout Boskiel, dochter van heer Hendrik Berthout, en samen kregen zij vijf kinderen:
- Willem van Hoogstraten (+1356)
- Jan IV van Cuijk, Jan II van Hoogstraten (+1363)
- Elisabeth
- Hendrik van Cuijk (1320-1371)
- Wenemar van Cuijk (1330-1390)

Op het eind van zijn leven verbleef Jan III veel in 's-Hertogenbosch, waar hij ook stierf.

## Land van Cuijk
Jan III van Cuijk verwierf Kuik en de stad Grave bij het overlijden van zijn oom Otto van Cuijk. Deze heerlijkheden had hij eind 1352 of begin 1353 - in ieder geval voor 29 januari 1353 - verkocht (Grave) of in pand (Land van Cuijk) gegeven aan Jan van Wijflit zich noemende heer van Cuijck 1352-1356 en heer van Blaersfeld 1347-1356, burggraaf van Heusden (ca. 1312 - ca. 17 augustus 1356) de bastaardzoon van Jan II hertog van Brabant uit een relatie met diens maîtresse Elsbeen van Wijflit. Onder Jan van Wijflit treedt de stad Grave op 8 maart 1355 toe tot het Brabantse stedenverbond.
Blijkbaar had van Wijflit moeite met het nakomen van zijn financiële verplichtingen. In september 1355 had hij namelijk nog een schuld van 2000 florijnen aan de graaf van Namen die was ontstaan door zijn overname van de Namense leengoederen van Jan III van Cuijk. Het was Jan III van Cuijk die in 1352 nog deze schuld aan Namen had. Deze overgenomen lenen en schulden waren vermoedelijk ook de reden voor het niet, of niet op tijd, nakomen van zijn financiële verplichtingen jegens Jan III van Cuijk. In de zomer van 1356 stelde deze en diens vrienden, gesteund door de burgers van Grave aan Jan van Wijflit een ultimatum. Betalen of de heerschappij teruggeven. Jan kon of wilde geen van beide. Hierop werd het kasteel te Grave bij nacht overvallen en bij de schermutselingen kwam Jan van Wijtflit die zich zal hebben verzet om het leven. Het restant van zijn manschappen werden het kasteel uitgejaagd.

Van zijn kinderen was het Jan IV van Cuijk die heer van Cuijk en Hoogstraten werd. Zijn zoon Hendrik van Cuijk werd heer van Asten, Rijkevorsel,Ekeren, Brecht en Zundert. Wenemar van Cuijk werd heer van Neerloon. De heerlijkheid Mierlo werd in 1356 verkocht aan Jan Dickbier. Zijn dochter Elisabeth trouwde met Gerrit van Arkel (1310-1380).

## Land van Hoogstraten
Hij verkreeg Hoogstraten via zijn moeder Sophia van Gemmenich. In 1312 wordt hij vermeld in het leenregister van Jan III, hertog van Brabant. De oprichting van een wolweversgilde in Hoogstraten was een van zijn voornaamste verwezenlijkingen. De volmolen in Minderhout wordt voor het eerst vernoemd in 1380, maar is mogelijk ouder.  De brug aan de watermolen was in 1242 al een grenspunt van het Markgraafschap Antwerpen. Deze watermolen behoorde aan de heren van Hoogstraten. 
Onder zijn bewind werd Meerle, Meer en Minderhout bij Hoogstraten gevoegd.

## Grafschrift
Dr Jan-J.F. Wap (1858) beschreef een grafschrift van een zekere Jan van Cuijk, maar hij was in de war over de sterfdatum en hij stelde deze als verkeerd voor. Ook de dynastieke opvolging beschreef hij anders waardoor je kan opmaken dat hij Jan II van Cuijk en Jan III van Cuijk als dezelfde persoon zag. Aan de vermelding Hoogstraten kan je zien dat het grafschrift over Jan III van Cuijk gaat omdat deze dit via zijn moeder bekwam. 
Jan III van Cuijk werd te 's Hertogenbosch begraven in de Minderbroederkerk, voor het hoogaltaar. 
"Anno dom. MCCCLVII, dominus Johannes Dus. de Kuyck et de Hoogstraten sepultus ad Frat. minores in Bosco ante magne. altare."